# Poncho Baja

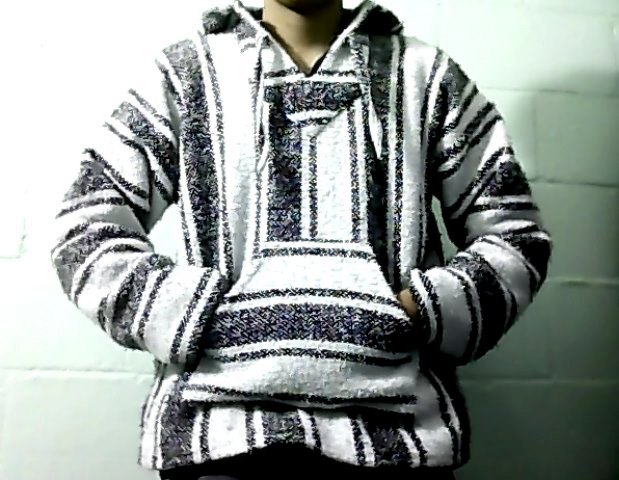

Un Poncho Baja, Baja Hoodie, Sudadera estilo Baja o Hippie Hoodie es una sudadera Bajacaliforniana que tuvo su auge en el mundo del surf en los años 60.

## Características
La Baja Hoodie es una sudadera con dos tirantes que cuelgan de la capucha y con un bolsillo grande en el medio.
Está fabricadas con estambres de diversos materiales, como el algodón,  
Fibra acrílica o poliéster, y son muy comunes entre la comunidad surf.
La funcionalidad de la prenda permite usarla durante gran parte del año, al ser muy ligera y muy caliente, permitía a quiénes la portaban resistir los cambios abruptos microclimáticos de temperatura. Los surfos solían llevarla sin ninguna otra prenda debajo, pues su practicidad permitía salir del mar y vestirla para paulatinamente irse secando sin necesidad de usar alguna toalla. 

## Historia
En la década de 1960, cuando el surf comenzó a tomar popularidad en California y en Baja California, muchos surfos estadounidenses cruzaban a Baja California, México seducidos por el ambiente y buscando puntos de surf importante como Ensenada, Todos Santos o Los Cabos. De visita en trabajo de campo la frontera entre México y Estados Unidos, la economista y antropóloga Dalia Barrera Bassols aseveró que además de los cholos hubo en Baja California una identidad juvenil de los surfos, quienes buscaron diferenciarse "con el objeto de ser menos molestados por la policía ante el desprestigio de los cholos originales". El sociólogo e investigador de El Colegio de la Frontera Norte José Manuel Valenzuela Arce reconoció en los surfos que usaron la prenda los precursores de una cultura juvenil netamente fronteriza y contemporánea a los cholos, con mayores elementos clasemedieros y menos asociados a la cultura obreras detrás del cholismo.
Como parte de dicha demanda de la prenda, muchos comerciantes y fabricantes locales de ponchos, empezaron a fabricar y vender unas sudaderas, pero con la particularidad de que eran fabricadas con materiales tradicionales mexicanos. De tal suerte que en las actuales tiendas de curious de la costa dorada se encontrarán siempre estas prendas, con estampados de moda y diversos colores y tamaños. 